# Gudrun Key-Åberg
Gudrun Lovisa Key-Åberg, född den 17 september 1925 i Grums, död den 31 juli 1982 i Stockholm, var en svensk konstnär och maka till författaren Sandro Key-Åberg.

## Biografi
Key-Åberg föddes i en köpmansfamilj och tog studentexamen i Karlstad 1944. Hon var som konstnär autodidakt och surrealism är den etikett som närmast beskriver hennes målningar. De har ett symbolfyllt och gåtfullt innehåll, halvt verkligt, halvt overkligt och uttryckt i metalliskt klingande färger. Hennes bildspråk är också mycket typiskt för sin tillkomsttid under 1960- och 1970-talen.
Key-Åbergs konst finns representerad på Moderna museet i Stockholm, Svenska Statens porträttsamling på Gripsholms slott, Norrköpings konstmuseum, Bonniers porträttsamling i Villa Manilla på Djurgården i Stockholm samt vid Sundsvalls museum. Hon hade också utställningar i Stockholm 1963, 1968, 1970 och 1974. På Eksjö museum finns en stor samling av Gudrun Key Åbergs konstnärliga kvarlåtenskap.
Key-Åberg har därtill gjort offentlig utsmyckning bland annat i entréhallen på Vårbergs sjukhus, i det vigda rummet på St Eriks sjukhus, i "Nya Riksdaghuset" och Nya KF-huset i Stockholm.